# Мерримак (Нью-Гэмпшир)
Мерримак (англ. Merrimack) — город в округе Хилсборо, штат Нью-Гэмпшир, США. По данным переписи населения 2000 года население города составляет 25 119 человек, что делает город восьмым по численности населения в штате.

## История
Европейский поселенцы пришли в этот район в конце XVII века, когда территория была все ещё в споре между провинцией Нью-Гэмпшир и Колонией Массачусетского залива.
Мерримак был официально зарегистрирован в 1746 году.
Boston and Maine Corporation проложили дороги через город в XIX веке, с несколькими станциями проработавшие вплоть до середины XX века. С появлением автомобилей Мерримак преобразовался из сельскохозяйственного сообщества в спальный район Бостона и близлежащих городов в Нью-Гэмпшире.
Школьный совет города привлек внимание в 1995 году, когда приняли закон «Запрещение альтернативных инструкций образа жизни», который привел к исключению работ Уильяма Шекспира из школьной программы. Члены совета, которые поддержали закон, были переизбраны в последующие выборы совета.

## География
Согласно бюро переписи населения США, общая площадь города — 86,6 км², из которых 84,4 км² — земля, и 2,1 км² (2,48 %) — вода. Самая высокая точка города — холм на северо-западе, её высота равняется 156 м над уровнем моря.